# Robert Arnold
Robert Arnold (Lancaster, 12 novembre 1988) è un ex cestista statunitense, professionista in Europa.

## Palmarès

### Squadra
- Campionato finlandese: 1

Joensuun Kataja: 2014-15
- Coppa d'Austria: 2

Swans Gmunden: 2011, 2012
- Supercoppa d'Austria maschile: 1

Swans Gmunden: 2011

### Individuale
- Korisliiga MVP straniero: 1

Joensuun Kataja: 2014-15